# Giuseppe Rabboni

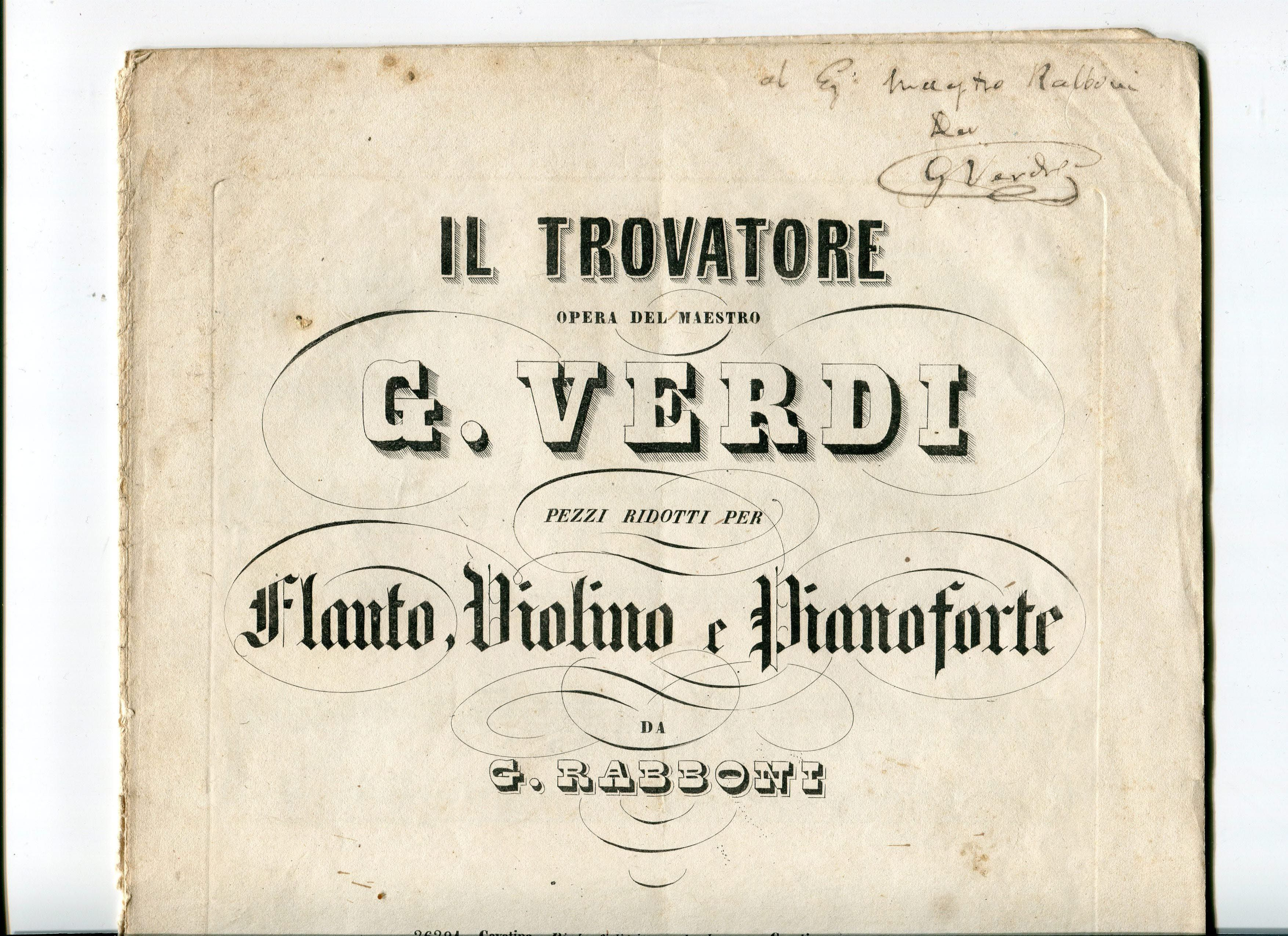
1854 Dedica autografica di Giuseppe Verdi al maestro Rabboni

Giuseppe Rabboni (Cremona, 16 luglio 1800 – Varenna, 10 giugno 1856) è stato un flautista e compositore italiano, fondatore della scuola flautistica milanese.

## Biografia
Giuseppe Rabboni è stato, nel 1808, il primo iscritto al Conservatorio di Milano (studiò flauto nella classe dell'oboista e fagottista Giuseppe Buccinelli) e si diplomò brillantemente nel 1817. Iniziò subito una strepitosa carriera concertistica in duo col grande clarinettista Ernesto Cavallini. Primo flauto al Teatro alla Scala, dal 1827 divenne titolare della classe di flauto al Conservatorio, classe che riuscì ad aprire come autonoma del suo strumento. Fra i suoi numerosi allievi spicca Angelo Panzini e il famoso Antonio Zamperoni, suo successore alla Scala e al Conservatorio. Lo stesso Giuseppe Verdi, entusiasta per la riduzione e adattamento della sua opera Il trovatore per flauto, violino, e pianoforte, pubblicata da Ricordi nel 1854, gli donò una dedica autografa su una delle partiture, a dimostrazione dello spessore e qualità dell'opera dell'"Egregio maestro Rabboni", come lo definì lo stesso Verdi.

## Personalità artistica
Come compositore ha scritto essenzialmente brani per il suo strumento, pezzi originali, fantasie sopra motivi di opere teatrali, duetti, trii e quartetti, ma soprattutto tradusse e curò l'edizione italiana - "con importanti aggiunte" - del metodo francese di Berbiguier. Si orientò dal punto di vista tecnico verso i flauti di costruzione tedesca e austriaca, specialmente i flauti Ziegler.